# Estadio 23 de Agosto
Het Estadio 23 de Agosto, ook wel bekend als Estadio La Tacita de Plata, is een multifunctioneel stadion in San Salvador de Jujuy, Argentinië. Het wordt momenteel vooral gebruikt voor voetbalwedstrijden en is het thuisstadion van Gimnasia y Esgrima de Jujuy. Het stadion is vernoemd naar een gebeurtenis (Jujuy Exodus) tijdens de Argentijnse Onafhankelijkheidsoorlog. In het stadion kunnen 23.200 toeschouwers en is gebouwd in 1973. 

## Copa América
Dit stadion is gebruikt voor Copa América van 2011. Op het toernooi werden 2 wedstrijden gespeeld in de groepsfase. 
| № | Datum       | Wedstrijd             | Uitslag | Copa América |
| - | ----------- | --------------------- | ------- | ------------ |
| 1 | 2 juli 2011 | Colombia – Costa Rica | 1 – 0   | Groepsfase   |
| 2 | 7 juli 2011 | Bolivia – Costa Rica  | 0 – 2   | Groepsfase   |